# Rebecca Field
Pour les articles homonymes, voir Field.
Rebecca Field est une actrice américaine. Elle est surtout connue pour ses rôles de Janet Meadows dans October Road : Un nouveau départ (2007-2008) et celui de Lacey Jean dans The Client List (2012-). Elle est la fille de Dennis Field et d'Hellen Mendel,.

## Filmographie

### Cinéma
- 2007 : The Metrosexual : Tonya
- 2012 : American Pie 4 (American Reunion) de Jon Hurwitz et Hayden Schlossberg : Loni
- 2018 : Don't Worry, He Won't Get Far on Foot de Gus Van Sant : Margie Bighew
- 2018 : A Star Is Born de Bradley Cooper : Gail
- 2020 : Four Good Days de Rodrigo García : la coach Miller

### Séries télévisées
- 2006 : Monk : Gail (Saison 4, épisode 11)
- 2007 : Urgences : Femme de Psych (Saison 3, épisode 20)
- 2007-2008 : October Road : Un Nouveau départ : Janet Meadows
- 2008-2009 : The Game : Tina (Saison 3, épisodes 6 et 16)
- 2009 : Dollhouse : Kris (Saison 1, épisode 5)
- 2009 : Drop Dead Diva : Lucy Tyner (Saison 1, épisode 2)
- 2009 : Lie to Me : Jenna Byrnes (Saison 2, épisode 3)
- 2009 : Private Practice : Rachel Gold (Saison 3, épisode 9)
- 2009-2011 : Hawthorne : Infirmière en chef : Susan Winters (Saison 1, épisodes 1,6 et 8 et Saison 3, épisode 2)
- 2010 : Mentalist : Lucy Joel (Saison 3, épisode 3)
- 2010 : Huge : Coco
- 2010 : Mike and Molly : Jill (Saison 1, épisode 9)
- 2011 : About Fifty (en) : Michelle
- 2011 : Esprits criminels : Jane Gloud (Saison 6, épisode 15)
- 2011 : Les Experts : Lisa Calgrove (Saison 11, épisode 16)
- 2011 : Breakout Kings : Candace Plum (Saison 1, épisode 2)
- 2011 : Castle : Marylin Kane (Saison 4, épisode 12)
- 2011 : Alcatraz : Kathy Callahan (Saison 1, épisode 3)
- 2011 : Body of Proof : Suzie Foster (Saison 2, épisode 17)
- 2012-2013 : The Client List : Lacey Jean
- 2014 : Grey's Anatomy : Sabine McNeil
- 2016 : Code Black : Lori (Saison 1, épisode 14)
- 2017 : Twin Peaks : un témoin (Saison 3, épisode 7)
- 2025 : La Résidence : Emily Mackil
- 2025 : Ballard : Colleen Hatteras